# Championnat de Géorgie masculin de handball
Le Championnat de Géorgie ou division 1, est le plus haut niveau du handball masculin géorgien.
Avec vingt-deux championnats remportés dont dix-huit consécutifs entre 1991 et 2008, le Shevardeni STU Tbilissi est le club le plus titré.

## Bilan par club
| Titres | Club                    | Saisons |
| ------ | ----------------------- | --- |
| 22     | Shevardeni STU Tbilissi | 1991, 1992, 1993, 1994, 1995, 1996, 1997, 1998, 1999, 2000, 2001, 2002, 2003, 2004, 2005, 2006, 2007, 2008, 2012, 2013, 2014, 2015 |
| 3      | HC Tbilissi             | 2009 2010 2011 |
| 1      | HC Batoumi              | 2016 |
| 1      | HHC Imedi Telavi        | 2017 |

## Palmarès
| Saison    | Champion                |
| --------- | ----------------------- |
| 1990-1991 | Shevardeni STU Tbilissi |
| 1991-1992 | Shevardeni STU Tbilissi |
| 1992-1993 | Shevardeni STU Tbilissi |
| 1993-1994 | Shevardeni STU Tbilissi |
| 1994-1995 | Shevardeni STU Tbilissi |
| 1995-1996 | Shevardeni STU Tbilissi |
| 1996-1997 | Shevardeni STU Tbilissi |
| 1997-1998 | Shevardeni STU Tbilissi |
| 1998-1999 | Shevardeni STU Tbilissi |
| 1999-2000 | Shevardeni STU Tbilissi |

| Saison    | Champion                |
| --------- | ----------------------- |
| 2000-2001 | Shevardeni STU Tbilissi |
| 2001-2002 | Shevardeni STU Tbilissi |
| 2002-2003 | Shevardeni STU Tbilissi |
| 2003-2004 | Shevardeni STU Tbilissi |
| 2004-2005 | Shevardeni STU Tbilissi |
| 2005-2006 | Shevardeni STU Tbilissi |
| 2006-2007 | Shevardeni STU Tbilissi |
| 2007-2008 | Shevardeni STU Tbilissi |
| 2008-2009 | HC Tbilissi             |
| 2009-2010 | HC Tbilissi             |

| Saison    | Champion                     |
| --------- | ---------------------------- |
| 2010-2011 | HC Tbilissi (3)              |
| 2011-2012 | Shevardeni STU Tbilissi      |
| 2012-2013 | Shevardeni STU Tbilissi      |
| 2013-2014 | Shevardeni STU Tbilissi      |
| 2014-2015 | Shevardeni STU Tbilissi (22) |
| 2015-2016 | HC Batoumi (1)               |
| 2016-2017 | HC Imedi Telavi (1)          |